# Gobiocichla
Gobiocichla – rodzaj słodkowodnych ryb okoniokształtnych z rodziny pielęgnicowatych (Cichlidae).

## Występowanie
Środkowo-zachodnia Afryka.

## Klasyfikacja
Gatunki zaliczane do tego rodzaju:
- Gobiocichla ethelwynnae
- Gobiocichla wonderi

Gatunkiem typowym jest Gobiocichla wonderi.